# Rainer Skazel

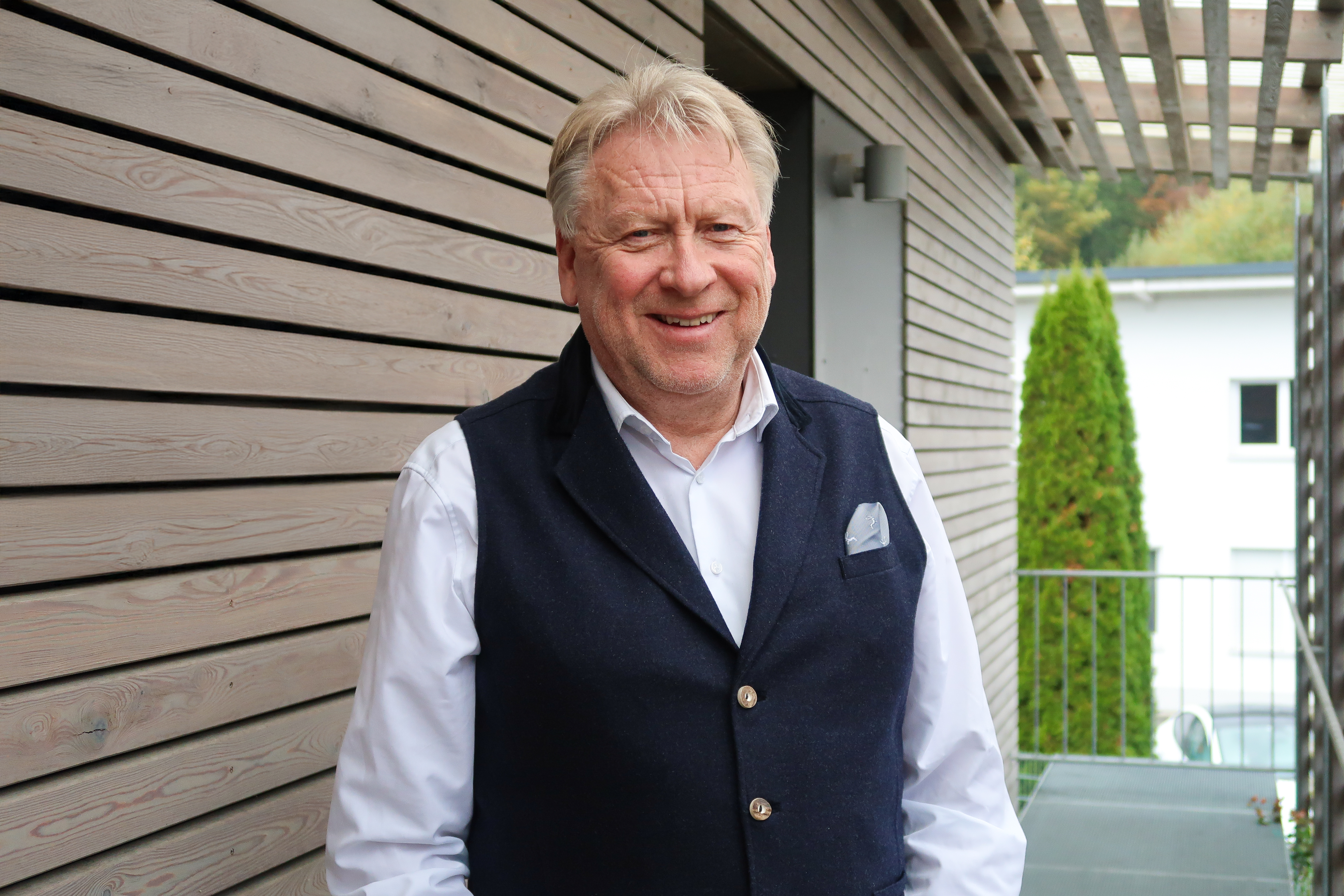
Rainer Skazel (2024)

Rainer Skazel (* 1962 in Würzburg) ist ein deutscher Unternehmer, Autor und Managementberater.

## Leben
Rainer Skazel wurde 1962 in Würzburg geboren. Er lebt heute in Tauberbischofsheim und ist Geschäftsführender Gesellschafter des Deutschen Institut für Vertriebskompetenz in Allensbach am Bodensee.
Seit 2016 ist Skazel mit dem Deutschen Institut für Vertriebskompetenz exklusiver Lizenzgeber in Deutschland, Österreich und der Schweiz für das Persönlichkeitsdiagnostik-Tool AECdisc. Das Tool beruht auf den Grundlagen des DiSG-Modells und ist eine spezialisierte Form für den Einsatz in Personalentwicklung, Recruiting, Coaching und Vertriebsentwicklung.
Im Jahr 2019 gewann er den Europäischen Trainingspreis des Bundesverbandes für Training, Beratung und Coaching (BDVT) für innovative Ansätze im Vertriebs- und Führungskräftetraining. Im selben Jahr veröffentlichte er gemeinsam mit Dirk Thiemann sein erstes Buch Verkaufskompetenz Mensch, in dem er die Gewinnerstrategien für Top-Verkäufer beschreibt. Grundlage für das erste Werk war die Vertriebskompetenzstudie 2018 des DIV, welche die Top-Kompetenzen von Außendienstmitarbeitern zahlreicher Mittelstandsunternehmen untersuchte.
Weitere Buchveröffentlichungen und Fachartikel wie der Leitartikel "Den Skill Gap vermeiden, Zukunftskompetenzen sichern" in der SalesExcellence 12/2023, "Sales auf Champions-League-Niveau" in der Gründer-Zeitschrift startingup 01/2024 oder "Recruiting: Auf der Suche nach dem Perfect Fit" in der Wissens-Management 1/2023 folgten in den Jahren darauf.

## Auszeichnungen
- 2019: Europäischer Trainingspreis des BDVT in Gold. Auszeichnung in der Kategorie New Technology für innovative Ansätze im Vertriebs- und Führungskräfte-Training.[7]
- 2020: Nominierung für die HR Excellence Awards.[8]
- 2022: Europäischer Trainingspreis des BDVT in Bronze.[9] Auszeichnung in der Kategorie Hybrid Training für das Projekt „Sales Onboarding“, entwickelt in Zusammenarbeit mit der Studio 03 Medienfabrik.

## Werke
- Mit Dirk Thiemann: Verkaufskompetenz Mensch. 2019, ISBN 978-3-7494-6159-2.
- Mit Dirk Thiemann: Zukunftskompetenz Vertrieb. SpringerGabler-Verlag, Wiesbaden 2020, ISBN 978-3-658-30308-2.
- Mit Dirk Thiemann: Top-Verkäufer – Die Kompetenzen der Besten. SpringerGabler-Verlag, Wiesbaden 2022, ISBN 978-3-658-37265-1.
- Mit Dirk Thiemann: Verkaufskompetenz im Außendienst. SpringerGabler-Verlag, Wiesbaden 2023, ISBN 978-3-658-40948-7.
- Mit Dirk Thiemann: Recruiting im Vertrieb. 2023, ISBN 978-3-7568-5013-6.
- Mit Dirk Thiemann: Persönlichkeitsdiagnostik: Entdecke die Potenziale mit AECdisc® Potenzialanalyse. SpringerGabler-Verlag, Wiesbaden 2024, ISBN 978-3-658-43259-1.